# Cillian Murphy
Pour les articles homonymes, voir Murphy.
Cillian Murphy (/ˈkɪliən ˈmɜɹfi/) est un acteur et musicien irlandais, né le 25 mai 1976 à Douglas (Munster).
Il a commencé sa carrière en tant que musicien de rock. Il a ensuite joué d'abord au théâtre puis dans des courts métrages et des films indépendants à la fin des années 1990. Il se fait connaître dans plusieurs films tels que 28 Jours plus tard (2002), Retour à Cold Mountain (2003), Intermission (2003), Red Eye : Sous haute pression (2005) et Breakfast on Pluto (2005), pour lesquels il est nommé pour le Golden Globe du meilleur acteur dans un film musical ou une comédie en 2006. Il interprète Jonathan Crane / l'Épouvantail dans la trilogie Dark Knight de Christopher Nolan (2005-2012). Au milieu des années 2000, il joue notamment dans Le vent se lève (2006), Sunshine (2007), The Edge of Love (2008), Inception (2010) et Le Secret de Peacock (2010).
En 2011, il remporte un Irish Times Theatre Award du meilleur acteur et un Drama Desk Award pour une performance solo exceptionnelle dans Misterman. Il est également devenu parrain du Centre de recherche sur l'enfance et la famille de l'UNESCO à l'université nationale d'Irlande à Galway. Il est étroitement associé aux travaux du professeur Pat Dolan, directeur de l'UCFRC et de la Chaire UNESCO sur les enfants, les jeunes et l'engagement civique. Au début des années 2010, il apparaît dans les films In Time (2011), Retreat (2011) et Red Lights (2012).
De 2013 à 2022, il incarne Thomas « Tommy » Shelby, le chef de file dans la série Peaky Blinders, pour laquelle il remporte deux Prix du cinéma et de la télévision irlandais du meilleur acteur - Drame, en 2017 et 2018. Il joue aussi dans les films Transcendance (2014), Au cœur de l'océan (2015), Opération Anthropoid (2016), Dunkerque (2017), The Delinquent Season (en) (2018), Anna (2019) et Sans un bruit 2 (2020). En 2023, il incarne le rôle-titre dans le biopic Oppenheimer réalisé par Christopher Nolan, et remporte le Golden Globe du meilleur acteur dans un film dramatique, British Academy Film Award du meilleur acteur et l'Oscar du meilleur acteur pour sa performance.
En 2020, le Irish Times le classe 12e des meilleurs acteurs irlandais.

## Biographie

### Jeunesse

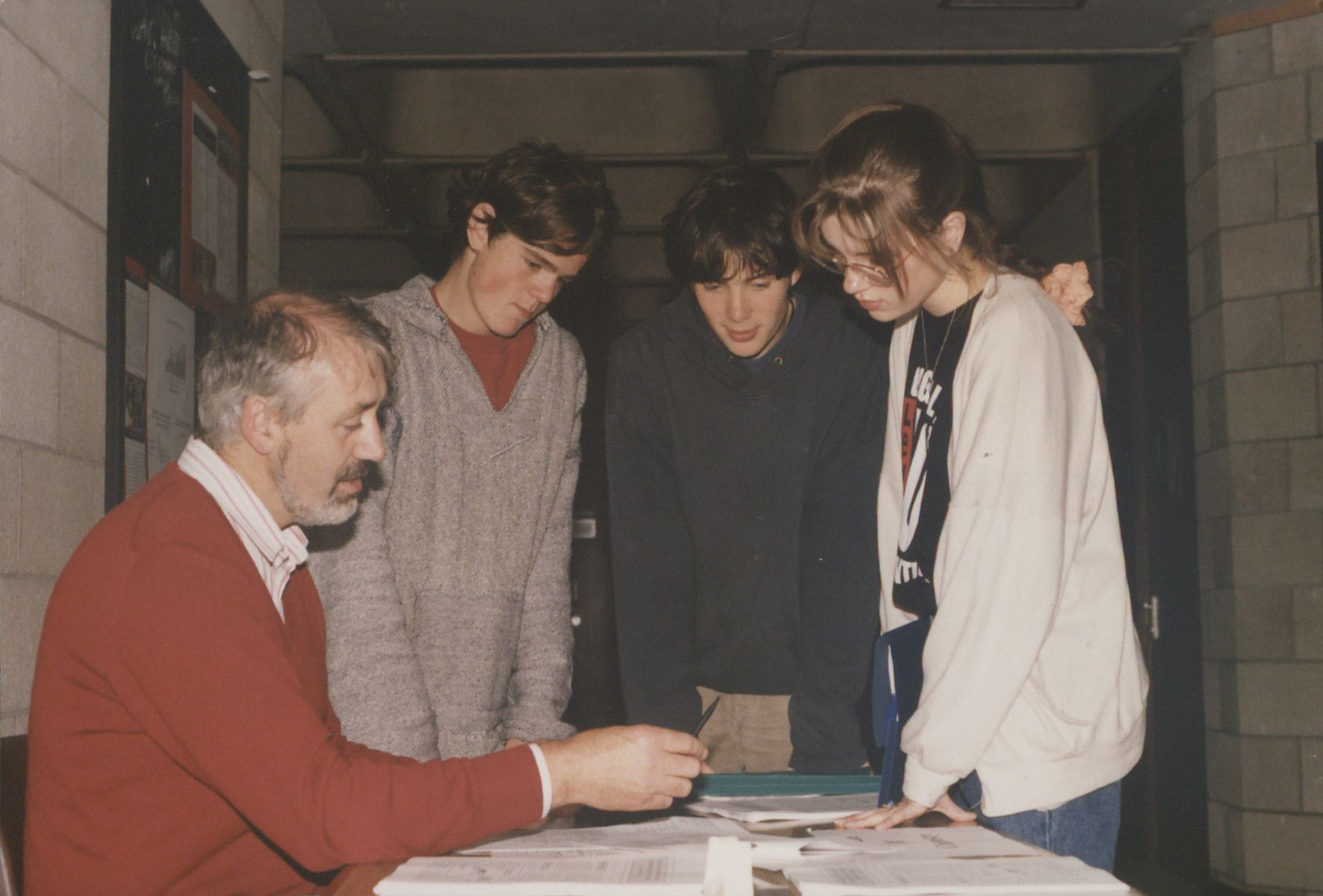
Murphy (au centre), avec le Dr Tim Smyth, Eoin Ó Súilleabháin et Maria-Theresa Grandfield, c. 1992

Cillian Murphy naît à Douglas, dans le comté de Cork, en Irlande et grandit à Ballintemple. Son père, Brendan, travaille pour le ministère irlandais de l'Éducation et sa mère est professeure de français. Son grand-père, ses tantes et ses oncles sont également enseignants. Cillian Murphy commence à jouer de la musique et à écrire des chansons à l'âge de 10 ans. Il a un frère cadet, Páidi Murphy, et deux jeunes sœurs, Sile Murphy et Orla Murphy ,.
Il est élevé dans la religion catholique et fréquente l'école secondaire catholique Presentation Brothers College où il est brillant mais turbulent jusqu'à sa quatrième année. Le sport occupe une place importante de la vie de l'école, au détriment des activités créatives, ce qu'il regrette. C'est au lycée qu'il découvre et apprécie la scène, au cours d'un module de théâtre présenté par Pat Kiernan, le directeur de la Corcadorca Theatre Company. Il indique plus tard vouloir retrouver ce sentiment de se sentir « pleinement vivant ». Son professeur d'anglais, le poète et romancier William Wall, l'encourage à devenir acteur, ce que Murphy associe à l'idée de devenir une rock star.
Vers 20 ans, Cillian Murphy devient musicien, chantant et jouant de la guitare dans plusieurs groupes aux côtés de son frère, Páidi. Ils sont fans des Beatles et de Frank Zappa, qui « s'est spécialisé dans les paroles farfelues et les solos de guitare sans fin ». On leur propose un contrat pour cinq albums, qu'ils refusent,. Murphy avoue plus tard: « Rétrospectivement, je suis très heureux que nous n'ayons pas signé parce que nous aurions en quelque sorte cédé notre vie et toute notre musique à un label » .
Il commence des études de droit à l'Université de Cork (UCC) en 1996, mais échoue à ses examens avouant qu'il n'avait pas l'ambition de persévérer étant occupé avec son groupe et n'ayant pas d’appétence pour la matière. Après avoir vu une représentation scénique de Orange mécanique, adaptée par Kiernan, il s’intéresse à nouveau à l’art dramatique. Son premier rôle majeur est dans Observe the Sons of Ulster Marching Towards the Somme. Il joue le rôle principal dans Little Shop of Horrors, jouée à l'Opéra de Cork. Selon Cillian Murphy, sa motivation première est alors de faire la fête et flirter, et non de commencer une carrière d'acteur.

### Carrière

#### Débuts

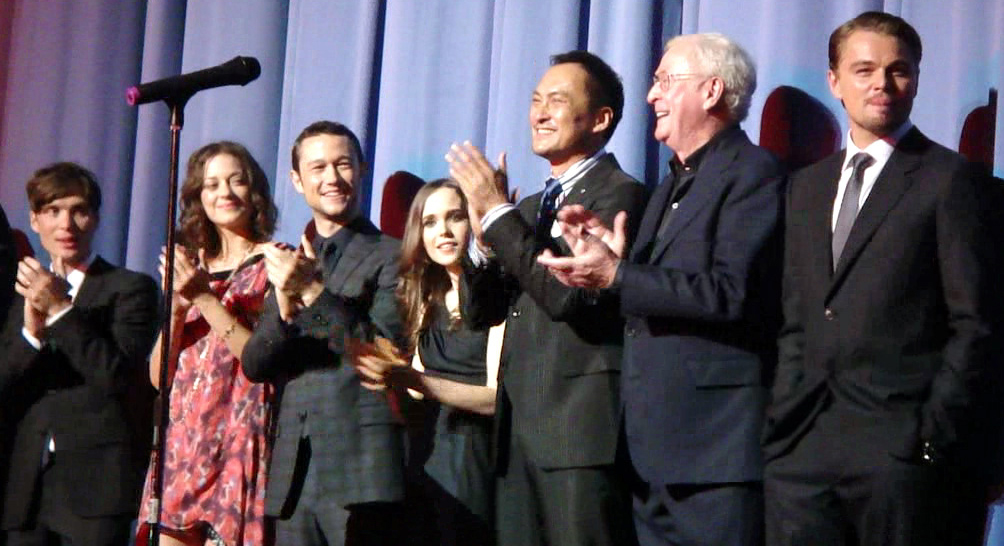
Cillian Murphy aux côtés de Marion Cotillard, Joseph Gordon-Levitt, Elliot Page, Ken Watanabe, Michael Caine et Leonardo DiCaprio, lors de la première du film Inception en juillet 2010.

En 1995, Cillian Murphy insiste fortement auprès de Pat Kiernan jusqu'à ce qu'il passe une audition à la Corcadorca Theatre Company. En septembre 1996, il fait ses débuts sur scène, dans le rôle d'un adolescent volage dans Disco Pigs d'Enda Walsh. Ce dernier évoque la découverte de l'acteur : « Il y avait quelque chose en lui - il était incroyablement énigmatique et il entrait dans une pièce avec une présence réelle et vous pensiez : « Mon Dieu ». Cela n'avait rien à voir avec ses fichus yeux dont tout le monde parle ». Cillian Murphy observe : « J'étais incroyablement arrogant et je n'avais rien à perdre et cela convenait au rôle, je suppose ». Disco Pigs finit par tourner à travers l'Europe, le Canada et l'Australie pendant deux ans et l'acteur quitte l'université et son groupe. Il voulait recommencer à faire de la musique, mais sa carrière d'acteur commence à décoller lorsque son premier agent voit une représentation de Disco Pigs.
Il joue ensuite dans de nombreuses autres productions théâtrales, dont Beaucoup de bruit pour rien de Shakespeare (1998), The Country Boy (1999) et Junon et le Paon (1999). Il apparaît dans des films indépendants comme On the Edge (2001) et dans des courts métrages, dont Filleann an Feall (2000) et Watchmen (2001). Il reprend son rôle pour l'adaptation cinématographique de Disco Pigs (2001) et apparait dans l'adaptation de la mini-série télévisée de la BBC The Way We Live Now,,.
Il vit d'abord à Dublin pendant quelques années, puis s'installe à Londres en 2001.

#### Déménagement à Hollywood
En 2002, Cillian Murphy joue le rôle d'Adam dans une production théâtrale de Fausses Apparences de Neil LaBute au Gate Theatre de Dublin.
Il est choisi pour le rôle principal du film d'horreur de Danny Boyle 28 Jours plus tard (2002). Il incarne le survivant Jim, qui est « perplexe de se retrouver seul dans un monde désolé et post-apocalyptique » après s'être réveillé du coma dans un hôpital de Londres. La directrice de casting Gail Stevens suggère à Boyle d'auditionner Cillian Murphy, après avoir été impressionnée par son jeu dans Disco Pigs. Stevens déclare que ce n'est qu'après avoir vu son physique élancé pendant le tournage qu'ils ont décidé de le montrer entièrement nu au début du film,. Elle se souvient qu'il était timide sur le plateau mais était « rêveur, flottant ce qui était fantastique pour le film ». Sorti au Royaume-Uni le 28 juillet 2002, le long métrage est devenu un film culte en Amérique du Nord et un succès majeur dans le monde entier, ce qui a révélé Cillian Murphy au grand public,. Il est nommé pour le prix du meilleur espoir aux 8e cérémonie des Empire Awards et de la meilleure performance masculine aux MTV Movie Awards 2004,. L'acteur considère le film comme beaucoup plus profond qu'un film de zombie ou d'horreur. Il se dit surpris devant le succès du film et le fait que le public américain ait aussi bien réagi à son contenu et à sa violence. Il considère que le film est vraiment réussi : « Vous regardez des trucs de zombies [maintenant], nous avons été les premiers à faire courir des zombies et [cela] a tout changé. Il a une place très spéciale dans mon cœur, ce film ».
En 2003, il joue le rôle de Treplev dans une mise en scène de La Mouette de Tchekhov au Festival International d'Édimbourg. La même année, il joue le rôle d'un employé de supermarché, déçu en amour et malchanceux, qui prépare un braquage de banque dans Intermission aux côtés de Colin Farrell, qui est devenu le film indépendant irlandais le plus rentable de l'histoire du box-office irlandais (jusqu'à ce que Le vent se lève batte le record en 2006). Sur ses rôles dans 28 Jours plus tard et dans Intermission, Sarah Lyall de l’International Herald Tribune déclare que l'acteur a apporté « une aisance, une fluidité aux rôles qu'il endosse, une intensité gracieuse et tout à fait crédible. Sa belle et délicate apparence, autant que ses prouesses d'acteur, ont amené les gens à le voir comme le prochain Colin Farrell irlandais, bien qu'il paraisse moins susceptible d'être surpris en train de bavarder ou de se bagarrer ivre aux avant-premières ». Il a aussi un second rôle mineur dans le film à succès Retour à Cold Mountain. Il joue un soldat abattu dans le dos par Natalie Portman et déclare que le réalisateur Anthony Minghella est le réalisateur le plus calme qu'il ait jamais rencontré. Il incarne un rôle de boucher amoureux de Griet ( l'héroïne) dans La Jeune Fille à la perle (2003) avec Scarlett Johansson et Colin Firth.
En 2004, il fait une tournée en Irlande avec la Druid Theatre Company, dans Le Baladin du monde occidental (jouant le personnage de Christy Mahon) sous la direction de Garry Hynes - qui l'avait dirigé en 1999 au théâtre dans Juno and the Paycock - et aussi dans The Country Boy,.

#### Succès critique
Cillian Murphy joue le rôle du Dr Jonathan Crane dans Batman Begins de Christopher Nolan en 2005. Au départ, il lui est demandé d'auditionner pour le rôle de Bruce Wayne / Batman, mais il estime ne pas avoir le physique du super-héros. Cependant, il décide tout de même de rencontrer Christopher Nolan, le réalisateur est tellement impressionné par l'acteur qu'il lui donne le rôle du super-vilain Dr Jonathan Crane / l'Épouvantail. Nolan déclare à Spin : « Il a les yeux les plus extraordinaires et j'ai continué à essayer de lui inventer des excuses pour qu'il retire ses lunettes en gros plan ». Il reprend le rôle dans The Dark Knight (2008) et The Dark Knight Rises (2012).
Il joue le rôle de Jackson Rippner, qui terrorise Rachel McAdams lors d'un vol de nuit dans le thriller de Wes Craven, Red Eye (2005). La critique de cinéma du The New York Times, Manohla Dargis, estime que l'acteur fait « un méchant parfait » et que son « baby blues est assez froid pour geler l'eau et son regard de loup suggère ses propres terreurs ». Le film reçoit des critiques favorables et rapporte près de 100 millions de dollars dans le monde,.

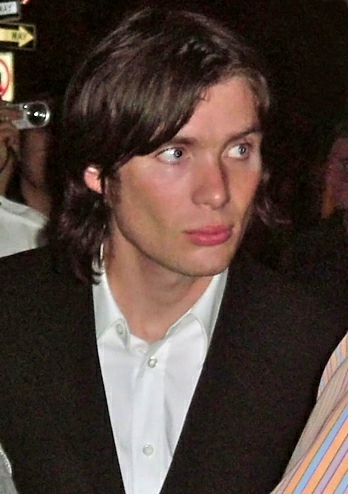
Murphy à l'avant-première du Festival du Film de New York de Breakfast on Pluto en 2005

Il reçoit plusieurs nominations pour ses rôles de méchants en 2005, parmi lesquels une nomination en tant que meilleur méchant aux MTV Movie Awards 2006 pour Batman Begins. Entertainment Weekly le classe parmi les meilleurs acteurs de l'été 2005. David Denby du The New Yorker écrit : « Cillian Murphy, qui a des allures angéliques qui peuvent devenir sinistres, est l'un des monstres les plus élégamment séduisants des films récents ».
Il joue Patrick / Kitten Braden, une irlandaise transgenre à la recherche de sa mère, dans la comédie dramatique de Neil Jordan Breakfast on Pluto (2005), basée sur le roman du même titre de Patrick McCabe. Dans le contexte kaléidoscopique des années 1970, du glam rock, des quartiers chauds et des violences de l'IRA, il passe d'adolescent androgyne à bombe sexuelle drag queen. Il avait auditionné pour le rôle en 2001 et bien que Jordan le voulait pour le rôle, le réalisateur de The Crying Game hésitait à reparler des questions transgenres et de l'IRA. L'acteur fait pression sur Jordan pendant plusieurs années pour tourner le film avant qu'il ne soit trop vieux pour le rôle en 2004, il se prépare pour le rôle en rencontrant un travesti avec qui il se travestit et se rend dans des clubs. Le rôle exige une épilation des sourcils, de la poitrine et des jambes. Roger Ebert note la façon dont Cillian Murphy joue le personnage avec une « voix perplexe et pleine d'espoir »,. Alors que même les critiques tièdes de Breakfast on Pluto font l'éloge de la performance de Murphy, quelques critiques divergent : The Village Voice trouve le film « peu convaincant » et trop mignon. Il est nommé pour un Golden Globe Award du meilleur acteur dans une comédie musicale ou une comédie pour Breakfast on Pluto et remporte un quatrième prix du meilleur acteur de l'Académie irlandaise du cinéma et de la télévision. Première cite sa performance dans le rôle de Kitten dans les 24 meilleures performances de 2005.
En 2006, il joue dans Le vent se lève, un film sur la guerre d'indépendance et civile irlandaise, qui remporte la Palme d'or au Festival de Cannes 2006 et devient le film indépendant irlandais le mieux classé au box-office. Il est particulièrement désireux d'apparaître dans le film en raison de ses liens intimes avec la ville de Cork, en Irlande, où le film a été tourné. Il a auditionné six fois pour le rôle de Damien O'Donovan, un jeune médecin devenu révolutionnaire, avant de le remporter. Il considère comme un privilège très spécial d'avoir obtenu le rôle et déclare qu'il est « extrêmement fier » du film, remarquant que « les souvenirs creusent très profonds - la politique, les divisions et tout le monde a des histoires de membres de la famille qui ont été pris dans la lutte ». Le critique Denby a noté les moments d'immobilité profonde et d'idiosyncrasie de l'acteur dans la représentation du personnage. Kenneth Turan du Los Angeles Times écrit : « Cillian Murphy est particulièrement doué pour jouer le fanatisme ainsi que l'introspection et le regret, pour nous montrer un homme qui est dévoré vivant parce qu'il est obligé d'agir d'une manière qui est contraire à son parcours et sa formation ». GQ UK lui décerne le prix de l'acteur de l'année 2006 pour son travail dans The Wind That Shakes the Barley.

#### Prestations grand public
Il retourne sur scène avec Neve Campbell au New Ambassadors Theatre dans le West End de Londres de novembre 2006 à février 2007, jouant le rôle principal de la pièce Love Song de John Kolvenbach. Theatre Record décrit son personnage de Beane comme un « héros solitaire sentimental », « jovialement grincheux » et « mentalement instable ». Variety considère sa performance « aussi magnétique sur scène qu'à l'écran », faisant remarquer que sa « perplexité sans hâte retire la légère préciosité de la naïveté de savant-fou du personnage du bordel ».
Dans le film de science-fiction Sunshine (2007), il joue un physicien-astronaute chargé de rallumer le soleil, ce qui l'associe de nouveau au réalisateur Danny Boyle. Il joue aussi aux côtés de Lucy Liu dans la comédie romantique de Paul Soter Watching the Detectives, film indépendant présenté au Festival du film de Tribeca en 2007 et sort directement en DVD. Il joue ensuite le rôle de Richard Neville, rédacteur en chef du magazine underground radical psychédélique Oz dans le film Hippie Hippie Shake tourné en 2007, mais le projet, très retardé, est finalement mis de côté en 2011,.

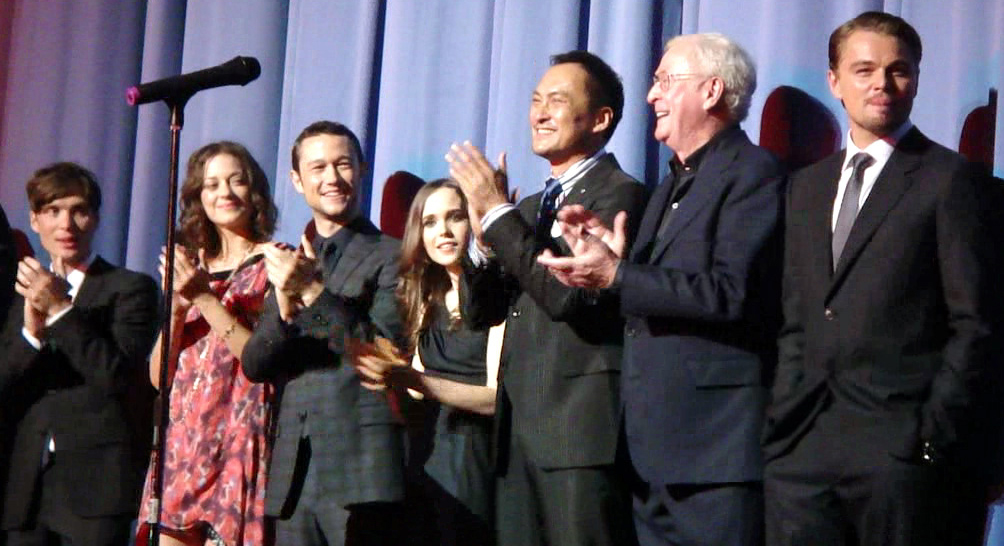
Cillian Murphy (premier à gauche) avec le casting de Inception lors de la première en juillet 2010.

En 2008, Cillian Murphy reprend brièvement le rôle de l'épouvantail dans The Dark Knight, la suite de Batman Begins, avant de jouer dans The Edge of Love - film romantique sur le poète Dylan Thomas - avec Keira Knightley, Sienna Miller et Matthew Rhys. En juillet de la même année, la poste irlandaise, An Post, publie une série de quatre timbres rendant hommage à la créativité des films récemment produits en Irlande, dont un mettant en vedette Murphy dans une image tirée du métrage Le vent se lève.
En 2009, il joue aux côtés de la chanteuse de rock Feist et de l'acteur David Fox dans The Water, réalisé par Kevin Drew de Broken Social Scene. Le court métrage canadien de 15 minutes, mis en ligne en avril 2009, est presque muet. Il est attiré par le rôle de fan de Broken Social Scene et par la perspective de faire un film muet, qu'il considère comme le « test le plus difficile pour n'importe quel acteur ». Il joue dans Perrier's Bounty, une comédie policière des auteurs d’Intermission, dans laquelle il est un petit criminel en fuite d'un gangster joué par Brendan Gleeson.
En 2010, il fait un retour au théâtre dans From Galway to Broadway and back again, spectacle célébrant le 35e anniversaire de la Druid Theatre Company. Il joue aussi dans le thriller psychologique Le Secret de Peacock, sorti directement en vidéo, aux côtés d'Elliot Page, Susan Sarandon et Bill Pullman. Ce film met en vedette Cillian Murphy, interprétant un homme à la double personnalité qui fait croire qu'il est aussi sa propre femme. La même année, il joue dans Inception de Christopher Nolan, un entrepreneur dont l'esprit est infiltré par le personnage incarné par Leonardo DiCaprio pour le convaincre de dissoudre son entreprise. Cette année-là, il fait également une apparition non créditée en tant que programmeur, jouant Edward Dillinger Jr., fils de l'antagoniste original de Tron Ed Dillinger (David Warner) dans le film Tron : L'Héritage.

#### Diversification
En 2011, il joue en scène dans Misterman, écrit et réalisé par Enda Walsh, avec qui l'acteur a déjà travaillé sur Disco Pigs. La production a été mise en place à Galway et emmenée à Saint Ann's Warehouse à Brooklyn à New York. Murphy commente : « La nature vivante du rôle le rend si dangereux. Vous n'êtes là que grâce à la bonne volonté du public, et cela est renforcé par le fait qu'il s'agit d'un seul en scène ». Sa performance est acclamée par la critique, remportant le Irish Times Theatre Award et un Drama Desk Award,. Sarak Lyall de l’International Herald Tribune décrit le personnage de Cillian Murphy, Thomas Magill, comme un « mélange compliqué de sympathique et tout à fait antipathique - profondément blessé avec un code moral, mais dangereux et biaisé ». Lyall note « la capacité inhabituelle de Murphy à créer et à habiter des personnages effrayants mais fascinants du grand écran à la petite scène dans le seul en scène intense Misterman », et indique qu'un soir le « théâtre était inondé, non d'applaudissements mais de silence » aboutissant à une standing ovation. Il joue ensuite le rôle principal dans le film d'horreur britannique Retreat, dont la sortie est limitée et apparait aussi dans le film de science-fiction Time Out, avec Justin Timberlake et Amanda Seyfried, qui n'a pas eu de succès critique.

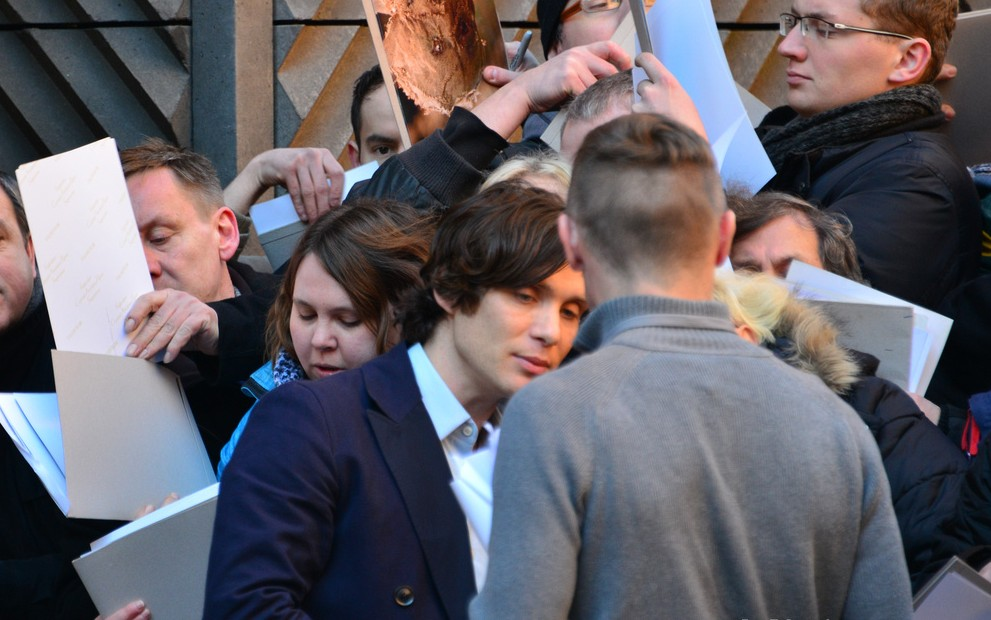
Murphy à Berlin en 2014

En 2012, il joue dans Red Lights avec Robert De Niro et Sigourney Weaver. Il interprète Tom Buckley, l'assistant du personnage de Weaver, un enquêteur paranormal. Il considère que travailler avec De Niro a été l'un des moments les plus intimidants de sa carrière. Il déclare : « Ma première scène, quand je viens lui rendre visite, mon personnage est censé être terrifié et intimidé, ce n'était pas du jeu d'acteur. L'homme a de la présence. Vous ne pouvez feindre la présence. Je n'aurai jamais ça. Le regarder l'utiliser… quand vous pointez une caméra dessus, cela devient vraiment autre chose ». Le film est descendu par la critique et n'est pas rentré dans ses frais au box-office,. L'acteur reprend ensuite son rôle d'épouvantail pour la troisième fois dans The Dark Knight Rises et joue un second rôle, Mike, le professeur préféré du personnage principal Skunk, dans le film indépendant britannique Broken. Sa performance lui vaut une nomination au British Independent Film Award pour le meilleur second rôle masculin.
De 2013 à 2022, Murphy joue le rôle principal, Tommy Shelby, dans la série télévisée de la BBC Peaky Blinders, une série sur un gang criminel dans l'après-Première Guerre mondiale à Birmingham. Il explique son enthousiasme dans une interview de The Independent : « [les scripts] étaient tellement convaincants, et le personnage était si riche et complexe, stratifié et contradictoire. Je me suis dit: "Je dois faire ça" ». Peaky Blinders est saluée par la critique et connait un succès d'audience. Toujours en 2013, Murphy fait ses débuts en tant que réalisateur avec un clip pour le single Hold Me Forever du groupe Money. La vidéo présente des danseurs du Ballet national anglais et a été tournée au théâtre Old Vic de Londres.
En 2014, il partage la vedette dans le film L'Attrape-rêves, avec Jennifer Connelly et joue dans Transcendance de Wally Pfister, qui met également en vedette Johnny Depp et Rebecca Hall. Il retrouve Enda Walsh pour la pièce Ballyturk la même année,.
En 2015, il joue dans le film Au cœur de l'océan de Ron Howard, aux côtés de Benjamin Walker et Chris Hemsworth. Il contribue aussi au chant parlé des morceaux 8:58 et The Clock de l'album 8:58 de Paul Hartnoll, rencontré pendant la deuxième saison de Peaky Blinders.
En 2016, il joue un soldat tchécoslovaque de la Seconde Guerre mondiale, Jozef Gabčík, impliqué dans l'opération Anthropoid, l'assassinat de Reinhard Heydrich, dans le film du même nom.
En 2017, il incarne un officier de l'armée victime d'une obusite, par un obus qui est récupéré d'un navire détruit, dans le film de guerre Dunkerque de Christopher Nolan. Il estime que son personnage, anonyme, simplement désigné comme un « soldat frissonnant », était « représentatif de quelque chose vécu par des milliers de soldats, le lourd tribut émotionnel et psychologique que la guerre peut avoir ».
En 2023, il retrouve Christopher Nolan dans Oppenheimer, film retraçant la vie de l'inventeur de la bombe nucléaire, Robert Oppenheimer, dans lequel il tient le rôle principal. Le film, ainsi que l'interprétation de Murphy, sont acclamés par la critique. Il obtient pour ce rôle l'Oscar du meilleur acteur en 2024, précédant son partenaire de la saison 4 de Peaky Blinders Adrien Brody qui est recompensé l'année suivante.

## Vie privée

### Famille
En 2004, Murphy épouse Yvonne McGuinness, rencontrée en 1996 lors de l'un des spectacles de son groupe de rock. Le couple vit à Dublin (où ils sont revenus en 2015 après avoir vécu pendant quatorze ans à Londres) et ont deux fils, Malachy, né en décembre 2005, et Aran, né en juillet 2007,.

### Mode de vie
La musique est toujours une partie importante de la vie de Murphy. En 2004, il déclare : « La seule chose extravagante dans mon style de vie est ma chaîne stéréo, acheter de la musique et aller à des concerts ». Il ne joue plus dans un groupe de rock, mais joue régulièrement de la musique, seul ou avec des amis et écrit encore des chansons. Murphy n'a pas l'intention de créer un autre groupe et déclare : « Même si j'étais bon, je ne serais jamais pris au sérieux du fait même d'être un acteur avec un groupe de rock ».
Il a été végétarien pendant de nombreuses années, non pas en raison d'une objection morale à la mise à mort d'animaux, mais à cause de scrupules au sujet des pratiques agroalimentaires malsaines. Il a recommencé à manger de la viande pour son rôle dans Peaky Blinders. Il est redevenu végétarien en 2022 et tend à devenir végétalien depuis 2024. C'est un coureur chevronné.
Il travaille souvent dans ou à proximité de la ville et n'a exprimé aucun désir de déménager à Hollywood. Il préfère ne pas parler de sa vie privée et n'apparait dans aucune émission de discussion télévisée en direct jusqu'en 2010, bien qu'il soit l'invité de The Late Late Show sur RTÉ en Irlande pour promouvoir Perrier's Bounty,. Il n'a pas de styliste ou d'agent personnel, voyage sans équipe et assiste souvent seul aux représentations. Réservé, Murphy confesse un manque d'intérêt pour la célébrité, trouvant que l'expérience du tapis rouge est « un défi... et pas un que je veux relever ». Il mène volontairement un style de vie qui n'intéresse pas les tabloïds : « Je ne crée pas de polémique, je ne couche pas à droite à gauche, je ne me saoule pas ». Il est ami avec d'autres acteurs irlandais comme Colin Farrell, Jonathan Rhys Meyers et Liam Neeson, regardant ce dernier comme « un papa de film de substitution ». Mais surtout, ses amitiés proches sont celles qu'il a nouées avant de devenir une star,.
En 2015, il est nommé l'un des 50 hommes les mieux habillés selon GQ.

### Croyances religieuses et causes sociales
En ce qui concerne la religion, Murphy était auparavant proche de l'agnosticisme, mais a confirmé son athéisme après son rôle de physicien nucléaire / astronaute dans le film de science-fiction Sunshine (2007),.
Son implication politique comprend la participation à la campagne Rock the Vote en 2007 en Irlande, ciblant les jeunes électeurs pour l'élection générale, et la campagne pour les droits des sans-abris avec l'organisation Focus Ireland. En 2011, il est devenu parrain du Centre de recherche de l'Enfance et la Famille de l'UNESCO à l'Université nationale d'Irlande à Galway. Il est étroitement associé aux travaux du professeur Pat Dolan, directeur de l'UCFRC et de la Chaire UNESCO sur les enfants, les jeunes et l'engagement civique. En février 2012, il écrit un message de soutien aux anciens travailleurs de Vita Cortex impliqués dans un sit-in dans leur usine, les félicitant de « souligner [ce] qui est extrêmement important pour nous tous en tant que nation »,.

## Filmographie
Note : sauf mention contraire, les informations ci-dessous sont issues de la filmographie de Cillian Murphy sur l’Internet Movie Database

### Cinéma

#### Longs métrages
- 1998 : The Tale of Sweety Barrett de Stephen Bradley : Pat, le barman
- 1999 : Sunburn de Nelson Hume : Davin McDerby
- 1999 : La Tranchée (The Trench) de William Boyd : Rag Rockwood
- 2001 : On the Edge de John Carney : Jonathan Breech
- 2001 : Mon cher ennemi (How Harry Became a Tree) de Goran Paskaljevic : Gus
- 2001 : Disco Pigs de Kirsten Sheridan : Darren / Pig
- 2002 : 28 Jours plus tard (28 Days Later…) de Danny Boyle : Jim
- 2003 : Intermission de John Crowley : John
- 2003 : La Jeune Fille à la perle (Girl with the Pearl Earring) de Peter Webber : Pieter
- 2003 : Retour à Cold Mountain (Cold Mountain) d'Anthony Minghella : Bardolph
- 2005 : Batman Begins de Christopher Nolan : Dr Jonathan Crane / l'Épouvantail
- 2005 : Red Eye : Sous haute pression (Red Eye) de Wes Craven : Jackson Rippner
- 2005 : Breakfast on Pluto de Neil Jordan : Patrick / Patricia « Kitten » Braden
- 2006 : Le vent se lève (The Wind That Shakes the Barley) de Ken Loach : Damien O'Donovan
- 2007 : Sunshine de Danny Boyle : Dr Robert Capa
- 2007 : Watching the Detectives de Paul Soter : Neil[108]
- 2008 : The Edge of Love de John Maybury : William Killick[109]
- 2008 : The Dark Knight : Le Chevalier noir (The Dark Knight) de Christopher Nolan : Dr Jonathan Crane / Épouvantail
- 2009 : Perrier's Bounty de Ian Fitzgibbon : Michael McCrea
- 2010 : Le Secret de Peacock (Peacock) de Michael Lander : John / Emma Skillpa[109]
- 2010 : Inception de Christopher Nolan : Robert Fischer, Jr.
- 2010 : Tron : L'Héritage (Tron: Legacy) de Joseph Kosinski : Edward Dillinger, Jr. (caméo)
- 2011 : Retreat de Carl Tibbetts : Martin[109]
- 2011 : Time Out d'Andrew Niccol : Raymond Leon
- 2012 : Red Lights de Rodrigo Cortés : Tom Buckley[109]
- 2012 : Broken de Rufus Norris : Mike[109]
- 2012 : The Dark Knight Rises de Christopher Nolan : Dr Jonathan Crane / Épouvantail
- 2014[110] : L'Attrape-rêves (Aloft) de Claudia Llosa : Ivan[111]
- 2014 : Transcendance (Transcendence) de Wally Pfister : agent Buchanan
- 2015 : Au cœur de l'océan (In the Heart of the Sea) de Ron Howard : le lieutenant Matthew Joy
- 2016 : Opération Anthropoid (Anthropoid) de Sean Ellis : Jozef Gabčík
- 2016 : Free Fire de Ben Wheatley : Chris
- 2017 : The Party de Sally Potter : Tom
- 2017 : Dunkerque (Dunkirk) de Christopher Nolan : l'officier traumatisé, officier du CEB
- 2018 : The Delinquent Season (en) de Mark O'Rowe : Jim
- 2019 : Anna de Luc Besson : Lenny Miller
- 2020 : Sans un bruit 2 (A Quiet Place 2) de John Krasinski : Emmett
- 2023 : Le Royaume de Kensuké (Kensuke's Kingdom) de Neil Boyle et Kirk Hendry : le père[111] (animation, voix originale)
- 2023 : Oppenheimer de Christopher Nolan : Robert Oppenheimer
- 2024 : Tu ne mentiras point (Small Things Like These) de Tim Mielants : Bill Furlong (également producteur)

Prochainement
- 2025 : The Immortal Man de Tom Harper : Thomas « Tommy » Shelby (également producteur)
- 2026 : 28 Years Later: The Bone Temple de Nia DaCosta : Jim (caméo) (également producteur délégué)

#### Courts métrages
- 1997 : Quando de Declan Recks : Pat
- 1999 : Eviction de Tom Waller : Brendan McBride
- 1999 : At Death's Door de Conor Morrissey : Grim Reaper Jr.
- 2000 : A Man of Few Words de Terence White : le meilleur homme
- 2000 : Filleann an Feall de Frankie McCafferty : Ger
- 2001 : Watchmen de Paloma Baeza : Phil
- 2003 : Zonad (en) de John Carney, Kieran Carney et Tom Hall : Guy Hendrickson
- 2006 : The Silent City de Ruairi Robinson : rôle inconnu
- 2009 : The Water de Kevin Drew : le fils
- 2013 : Harriet and the Matches de Miranda Howard-Williams : Cat (voix originale)
- 2014 : From the Mountain de Michael John Whelan : l'homme (voix)
- 2018 : The Overcoat de Michael John Whelan : Akaky (voix)
- 2021 : All of This Unreal Time de Aoife McArdle : chaque Homme

### Télévision
- 2001 : The Way We Live Now : Paul Montague (mini-série)
- 2013-2022 : Peaky Blinders : Thomas Shelby (36 épisodes)
- 2019 : La Révolution irlandaise : le narrateur (documentaire)

### Série
- 2023 : Peaky Blinders: The King's Ransom : Thomas Shelby (voix originale)

### Clip
- 2022 : Pana-vision du groupe The Smile
- 2017 : The Meetings of the Waters de Fionn Regan[112]

## Distinctions
Sauf indication contraire, les informations mentionnées dans cette section peuvent être confirmées par les bases de données cinématographiques  présentes dans la section « Liens externes ».

### Récompenses
- Ourense Independent Film Festival 2002 : meilleur acteur pour Disco Pigs
- Irish Film and Television Awards 2007 : meilleur acteur pour Breakfast on Pluto
- Awards Circuit Community Awards 2008 : meilleure distribution pour The Dark Knight : Le Chevalier noir partagé avec Christian Bale, Heath Ledger, Gary Oldman, Morgan Freeman, Michael Caine, Aaron Eckhart et Maggie Gyllenhaal
- Festival international des programmes audiovisuels de Biarritz 2014 : meilleur acteur dans une série télévisée dramatique pour Peaky Blinders
- Irish Film and Television Awards 2017 : meilleur acteur dans une série télévisée dramatique pour Peaky Blinders
- Irish Film and Television Awards 2018 : meilleur acteur dans une série télévisée dramatique pour Peaky Blinders
- TV Choice Awards 2018 : meilleur acteur dans une série télévisée dramatique pour Peaky Blinders
- National Television Awards 2020 : meilleur acteur dans une série télévisée dramatique pour Peaky Blinders
- Hollywood Critics Association Midseason Awards 2021 : meilleur acteur dans un second rôle pour Sans un bruit 2
- BAFTA 2024 : meilleur acteur pour Oppenheimer
- Golden Globes 2024 : meilleur acteur dans un film dramatique pour Oppenheimer
- Oscars 2024 : meilleur acteur pour Oppenheimer
- Screen Actors Guild Awards 2024 : meilleur acteur pour Oppenheimer

### Nominations
- Empire Awards 2003 : meilleur espoir  pour 28 Jours plus tard
- Irish Film and Television Awards 2003 :
  - Meilleur acteur pour Disco Pigs
  - Meilleur espoir pour 28 Jours plus tard
- Fangoria Chainsaw Awards 2004 : meilleur acteur pour 28 Jours plus tard
- MTV Movie Awards 2004 : meilleur acteur et meilleure révélation outre Atlantique pour 28 Jours plus tard
- Online Film Critics Society Awards 2004 : meilleur acteur pour 28 Jours plus tard
- Irish Film and Television Awards du meilleur acteur pour Red Eye : Sous haute pression
- Irish Film and Television Awards 2005 : meilleur acteur dans un second rôle pour Batman Begins
- Satellite Awards 2005 : meilleur acteur pour Breakfast on Pluto
- St. Louis Film Critics Association Awards 2005 : meilleur acteur pour Le vent se lève
- British Independent Film Awards 2006 : meilleur acteur pour Le vent se lève
- Dublin Film Critics Circle Awards 2006 : meilleur acteur pour Le vent se lève
- Prix du cinéma européen 2006 : meilleur acteur pour Breakfast on Pluto et pour Le vent se lève
- London Critics Circle Film Awards 2006 : acteur britannique de l'année dans un second rôle pour Batman Begins
- MTV Movie Awards 2006 : meilleur méchant pour Batman Begins
- Golden Globes 2006 : meilleur acteur  pour Breakfast on Pluto
- Saturn Awards 2006 : meilleur acteur dans un second rôle pour Red Eye : Sous haute pression
- Teen Choice Awards 2006 : meilleure crapule pour Batman Begins et pour Red Eye : Sous haute pression
- British Independent Film Awards 2007 : meilleur acteur pour Sunshine
- Irish Film and Television Awards 2007 : meilleur acteur pour Le vent se lève
- British Academy Film Awards 2007 : Rising Star Award pour Sunshine
- Irish Film and Television Awards 2008 : meilleur acteur pour Sunshine
- Awards Circuit Community Awards 2010 : Prix Davis de la meilleure distribution pour Inception, partagé avec Leonardo DiCaprio, Joseph Gordon-Levitt, Tom Hardy, Elliot Page, Ken Watanabe, Dileep Rao, Michael Caine, Pete Postlethwaite, Tom Berenger, Lukas Haas, Talulah Riley et Marion Cotillard
- Scream Awards 2010 : meilleure distribution pour Inception
- Phoenix Film Critics Society Awards 2010 : Meilleure distribution pour Inception
- Washington DC Area Film Critics Association Awards 2010 : meilleure distribution pour Inception
- Central Ohio Film Critics Association Awards 2011 : meilleure distribution pour Inception
- Gold Derby Awards 2011 : meilleure distribution pour Inception
- Irish Film and Television Awards 2011 : meilleur acteur dans un second rôle pour Inception
- Irish Film and Television Awards 2011 : meilleur acteur dans un rôle principal pour Perrier's Bounty
- International Online Cinema Awards 2011 : meilleure distribution pour Inception
- Online Film & Television Association Awards 2011 : meilleure distribution pour Inception
- British Independent Film Awards 2012 : meilleur acteur dans un second rôle pour Broken
- Irish Film and Television Awards 2015 : meilleur acteur dans une série télévisée dramatique pour Peaky Blinders
- Czech Lions 2017 : meilleur acteur pour Opération Anthropoid
- National Television Awards 2017 : acteur le plus populaire dans une série télévisée dramatique pour Peaky Blinders
- National Television Awards 2019 : meilleur acteur dans une série télévisée dramatique pour Peaky Blinders
- Saturn Awards 2024 : meilleur acteur dans un film pour Oppenheimer[113]

## Voix francophones
En France, Rémi Bichet et Adrien Antoine sont les voix françaises régulières de Cillian Murphy,, l'ayant doublé respectivement à dix et neuf reprises. Mathias Kozlowski l'a également doublé sept fois,.
Au Québec, Cillian Murphy a été doublé par Patrice Dubois à six reprises, Daniel Lesourd et Philippe Martin l'ont doublé dans trois films chacun.